# Pinsaguel
Pinsaguel är en kommun i departementet Haute-Garonne i regionen Occitanien i södra Frankrike. Kommunen ligger i kantonen Portet-sur-Garonne som tillhör arrondissementet Muret. År 2022 hade Pinsaguel 2 779 invånare.

## Befolkningsutveckling
Antalet invånare i kommunen Pinsaguel
Referens:INSEE